# 仁田村
仁田村（にたむら）は、長崎県上県郡にあった村。1955年（昭和30年）に北隣の佐須奈村と合併し、上県町となった。
現在の対馬市上県町の南部にあたる。

## 地理
対馬島の北西部に位置する。
- 山：御岳（雄岳、雌岳、平岳）、太田隈山、丸倉山、ハナタカ山、高野山、鹿之内山、山田山
- 河川：仁田川、宮原川、大谷川、飼所川、仏坂川、伊奈川、志多留川
- 溜池：仁田ダム
- 港湾：伊奈漁港（伊奈・志多留）、仁田港、鹿見港、仁田湾

## 沿革
当村域の一帯について、中世は「伊奈郡」の一部、近世は「伊奈郷」の一部に属した。また『津島記事』によれば、伊奈郷内には枝村4村を含む20村が属していたとされる。伊奈郷は対馬島内の他の各郷とともに明治5年に廃止された。
- 1908年（明治41年）4月1日 - 島嶼町村制施行により、志多留村・伊奈村・越高村・御園村・犬ヶ浦村・女連村・久原村・鹿見村・瀬田村・飼所村・樫瀧村が合併し上県郡仁田村が発足[6]。
- 1955年（昭和30年）4月15日 - 佐須奈村と合併し町制施行。上県町が発足し、仁田村は自治体として消滅。

## 地名
大字を行政区域とする。
- 伊奈（いな）
- 犬ヶ浦（いぬがうら）
- 女連（うなつら）
- 飼所（かいどころ・かいどこ）
- 樫滝（かしたき）[7]
- 久原（くばら）
- 越高（こしたか）
- 鹿見（ししみ）
- 志多留（したる）
- 瀬田（せた）
- 御園（みそ）